# Olof Figrelius
Olof Figrelius, född 30 juni 1629 i Linköping, död 30 september 1671 i Stockholm, var en svensk läkare. Han var kusin med Emund Gripenhielm.

## Biografi
Olof Figrelius var son till hospitalspredikanten Olaus Olai Forsilius och Brita Nilsdotter Figrelia. Han blev student vid Kungliga Akademien i Åbo 1649 och vid Uppsala universitet 1653 och lärjunge till Olof Rudbeck den äldre. Figrelius var Rudbecks ende medicinæ studiosus, och ansågs 1659 tillräckligt duglig att skickas ut som fältmedikus i kriget mot Danmark, och sändes till svenska fältlägret utanför Köpenhamn. Efter freden fortsatte han sina studier i Uppsala. 1661 reste Figrelius utrikes och blev 1663 medicine doktor vid universitetet i Leiden. Efter att ha återvänt till Sverige 1664 blev han gruvmedicus i Falun men återvände 1665 till Stockholm.